# The Cloud
The Cloud is de zesde aflevering van het eerste seizoen van de televisieserie Star Trek: Voyager. Deze aflevering is voor het eerst uitgezonden in Amerika op televisie, op 13 februari 1995. In deze aflevering komt Voyager terecht in wat op het eerste gezicht een nevel lijkt te zijn.

## Plot
Kapitein Janeway maakt een omweg om een nevel te kunnen bestuderen. Omdat de nevel hoge waarden omicrondeeltjes uitstoot (die als energie gebruikt kunnen worden) gaat het schip de nevel binnen om te proberen de energie-reserves op te laden. Als ze echter de nevel binnenvliegen komen tot stilstand door een soort energie-barrière. Het schip kan de nevel alleen verlaten door een torpedo in de barrière te schieten. B'Elanna Torres doet onderzoek naar de nevel en komt erachter dat het niet om een nevel gaat, maar om een levende entiteit in het heelal. Janeway maakt zich zorgen omdat de torpedo die het schip heeft afgeschoten het wezen verwond zou kunnen hebben en de Voyager keert terug naar 'de nevel'. Samen met De dokter ontwikkelt Torres een manier om de wond van het wezen te laten helen. Dit werkt, het wezen wordt genezen en de Voyager vervolgt haar weg richting het Alpha Kwadrant.